# Воллі Ріс
Воллі Ріс (англ. Wally Ris, 4 січня 1924 — 25 грудня 1989) — американський плавець.
Олімпійський чемпіон 1948 року.